# 黑森-羅滕堡的波呂克塞娜
黑森-羅滕堡的波呂克塞娜（德語：Polyxena von Hessen-Rotenburg，1706年9月21日—1735年1月13日），薩丁尼亞王后，1730年至1735年在位。

## 家庭
1724年，波呂克塞娜與薩丁尼亞國王維托里奧·阿梅迪奧二世的兒子卡洛·埃曼努埃萊結婚，兩人共有2子3女：
1. 維托里奧·阿梅迪奧（1726年—1796年）
2. 艾蕾諾拉（1728年—1781年）
3. 瑪麗亞·路易莎（1729年—1767年）
4. 瑪麗亞·費莉齊塔（1730年—1801年）
5. 埃曼努埃萊·費利貝托（英语：Emanuele Filiberto, Duke of Aosta (1731–1735)）（1731年—1735年），夭折